# Mario Rolando Ortega
Mario Rolando Ortega Buitrago (Tarija, 12 de septiembre de 1965) es un exfutbolista y entrenador boliviano. Como jugador se desempeñó como extremo.
Desarrolló la mayor parte de su carrera profesional en The Strongest. Permaneció en el club durante nueve años, obteniendo dos campeonatos de Primera División 1986 y 1989. Es considerado como uno de los mejores extremos del fútbol boliviano.
Como director técnico su mayor éxito fue la clasificación de Nacional Potosí a la Copa Sudamericana.

## Biografía
Nació el 12 de septiembre de 1965 en la ciudad de Tarija. Por motivos del trabajo de su padre se mudaron a Santa Fe, Argentina, en la que paso su infancia y juventud.

## Selección nacional

### Categorías inferiores
Participó con la Selección sub-23 en el Preolímpico de 1988 disputado en Bolivia.
| Torneo           | Sede    | Resultado    |
| ---------------- | ------- | ------------ |
| Preolímpico 1988 | Bolivia | Tercer lugar |

## Clubes

### Como jugador
| Club              | País    | Año       |
| ----------------- | ------- | --------- |
| The Strongest     | Bolivia | 1982-1990 |
| San José          | Bolivia | 1991      |
| The Strongest     | Bolivia | 1992      |
| Jorge Wilstermann | Bolivia | 1993      |
| San José          | Bolivia | 1994      |

### Como entrenador
| Club                    | País    | Año       |
| ----------------------- | ------- | --------- |
| Ciclón                  | Bolivia | 2009      |
| Independiente Petrolero | Bolivia | 2010      |
| Aurora                  | Bolivia | 2012      |
| Petrolero               | Bolivia | 2012      |
| Nacional Potosí         | Bolivia | 2013-2014 |
| San José                | Bolivia | 2015      |
| San José                | Bolivia | 2015      |
| Always Ready            | Bolivia | 2016      |

## Palmarés

### Como jugador
Títulos nacionales
| Título           | Club          | Año  |
| ---------------- | ------------- | ---- |
| Primera División | The Strongest | 1986 |
| Primera División | The Strongest | 1989 |

## Vida personal
Su hermano Marco Antonio también fue futbolista profesional en la década de 1990.